# Adlène Guedioura
Adlène Guedioura (n. 12 noiembrie 1985, Franța) este un fotbalist francez care joacă la echipa Middlesbrough.